# Birgitte Thott

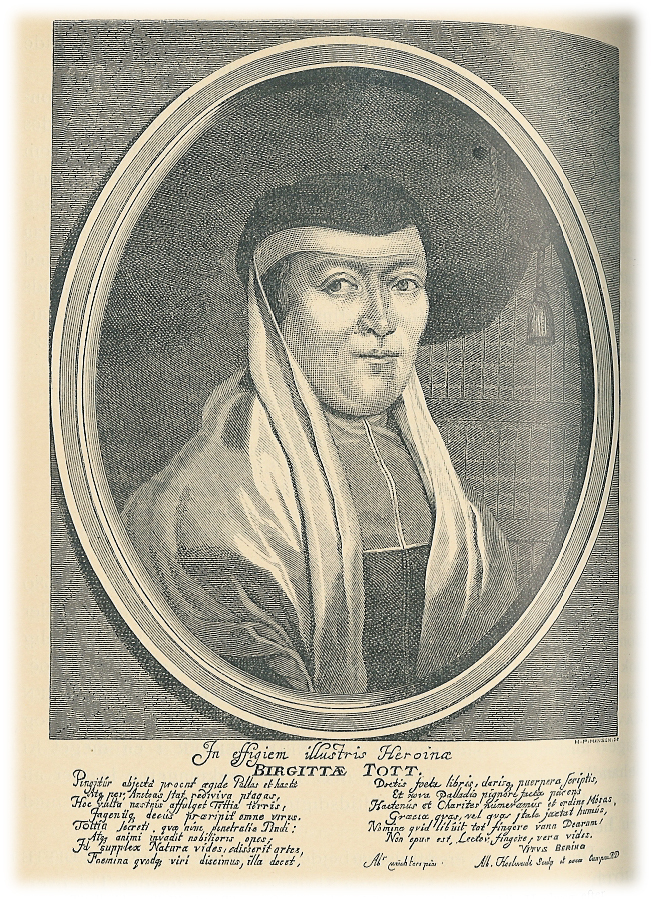
Birgitte Thott, Abbildung in der Illustreret Dansk Litteraturhistorie, 1886

Birgitte Thott, auch Brigitte oder Tott (* 17. Juni 1610 in Fårupgård in Jelling Sogn; † 8. April 1662 in Sorø) war eine dänische Schriftstellerin, Übersetzerin, Gelehrte und Feministin. Für eine Frau ihrer Zeit ungewöhnlich, sprach sie fließend Latein und mehrere andere Sprachen. Sie war bekannt für ihre Gelehrsamkeit und vor allem für ihre zahlreichen Übersetzungen ins Dänische, aus denen ihre tausendseitige Übersetzung des lateinischen Moralphilosophen Seneca herausragt.

## Leben
Thott entstammte einer dänischen Adelsfamilie. Ihre Eltern waren Christen Thott von Fårupgård und Boltinggård und Sophie Below (1590–1650). Sie hatte einen Bruder Henrik (1606–1676) und eine Schwester Anne. Ihr Vater, der mehr als zwanzig Jahre älter war als die Mutter, starb 1617. Ihre Mutter war eine gelehrte Frau, die sich – wie bereits ihre Großmutter und Sophie Brahe – besonders für die Geschichte der dänischen Adelsgeschlechter interessierte und sich neben der Erziehung ihrer Töchter und der Verwaltung der Güter der Abfassung einer Genealogie ihrer Familie widmete. Sie bildete die Töchter in Sprachen und Literatur aus. Birgitte lernte Deutsch, Französisch, Englisch und Spanisch. Förderlich für ihre Ausbildung war neben der mütterlichen Bildung die Verwandtschaft mit dem damals international bekannten Gelehrten Holger Rosenkrantz, in dessen Schloss Rosenholm Jungen und Mädchen gleichermaßen eine gute Ausbildung erhielten, die auch die Beschäftigung mit antiker Philosophie und einen kritischen Umgang mit der von der dänischen Staatskirche vertretenen lutherischen Orthodoxie beinhaltete.
Thott heiratete 1632 im Alter von 22 Jahren den sechs Jahre älteren Otto Gøye (auch Giøe oder Gjøe) von Turebygård (oder Turebyholm im Tureby Sogn). Ihr Ehemann stammte ebenfalls aus einer Familie, in der Bildung auch für Frauen als notwendig erachtet wurde: Seine Tante, die hochgebildete Sophie Brahe, war die Ehefrau des bereits erwähnten Holger Rosenkrantz. Deshalb war der früh verwaiste Otto Gøye auf Schloss Rosenholm aufgewachsen und hatte dort wie seine spätere Frau die gute Ausbildung durch Holger Rosenkrantz erhalten. Auch Ottos mit Birgitte gleichaltrige Schwester Anne hatte dieselbe Ausbildung genossen, so dass das Paar sich vermutlich schon aus Jugendzeiten kannte. Otto Gøye hatte in dänischen Diensten am Dreißigjährigen Krieg teilgenommen und war 1627 schwer verwundet worden. Trotzdem setzte er seine Militärkarriere auch nach der Eheschließung fort, weshalb Birgitte die Verwaltung des Guts Turebygård weitgehend allein oblag. 1642 starb Otto mit 38 Jahren infolge der fünfzehn Jahre zuvor erlittenen Schussverletzung. Die Ehe war kinderlos geblieben. Im selben Jahr schloss Birgittes Bruder Henrik seine zweite Ehe mit Rosenkrantz’ Tochter Beate.
Nach dem Tod ihres Mannes nahm Birgitte Thott ihre Studien wieder auf. In kürzester Zeit eignete sie sich zusätzlich zu den modernen Sprachen, die sie bereits beherrschte, Latein, Griechisch und Hebräisch an. Hierbei wurde sie von einem Sohn von Holger Rosenkrantz, Jørgen Rosenkrantz (1607–1675), unterstützt, der Hofmeister an der von seinem Vater gegründeten Sorø Akademi war. Als ihre Schwägerin Beate Rosenkrantz 1647 starb, übernahm sie die Erziehung ihrer Nichten Elisabeth und Sophie Thott. Durch Schriften der beiden Nichten ist bekannt, dass auch sie mehrere Sprachen lernten und sich als Übersetzerinnen betätigten. Elisabeth starb allerdings jung vor der Pflegemutter. Die von ihr begonnene Übersetzung von Thomas Fullers geistlichen Gedichten versah Birgitte Thott mit einer Einleitung. 1664 gab Thomas Bartholin sie heraus. Nach dem Tod ihrer Mutter Sophie Below 1650 setzten die Töchter Anne und später Birgitte deren Werk bis 1659 fort.
Im Zweiten Nordischen Krieg wurde um 1658 ihr Haus Turebygård zerstört. Aufnahme fand sie in der Sorø Akademi, wo sie bis an ihr Lebensende blieb. Da ihr Bruder, der spätestens in den 1650er Jahren erste Güter verkaufen musste und durch den Krieg weitere Ländereien verloren hatte, sie nicht mehr unterstützen konnte, erhielt Birgitte Thott ab 1660 vom dänischen König Friedrich III. ein jährliches Stipendium, das ihr ermöglichte, ihre Studien fortzusetzen und ihre Bibliothek zu erweitern. Nach ihrem Tod vermachte sie ihre eigene Bibliothek der Sorø Akademi. Bei dem Schlossbrand in Kopenhagen 1728 und dem Brand der Bibliothek in Sorø 1813 gingen vermutlich auch viele ihrer Briefe, Bücher und Manuskripte verloren. Erhalten blieben vor allem die Bücher, die sie ihrer Schwägerin Anne Gøye schenkte, über die sie in die Bibliothek der Karen Brahe (1657–1736) übergingen, und Schriften, die Birgitta (auch: Berete) Friis, die dritte Frau ihres Bruders, aufbewahrte.

## Wirken

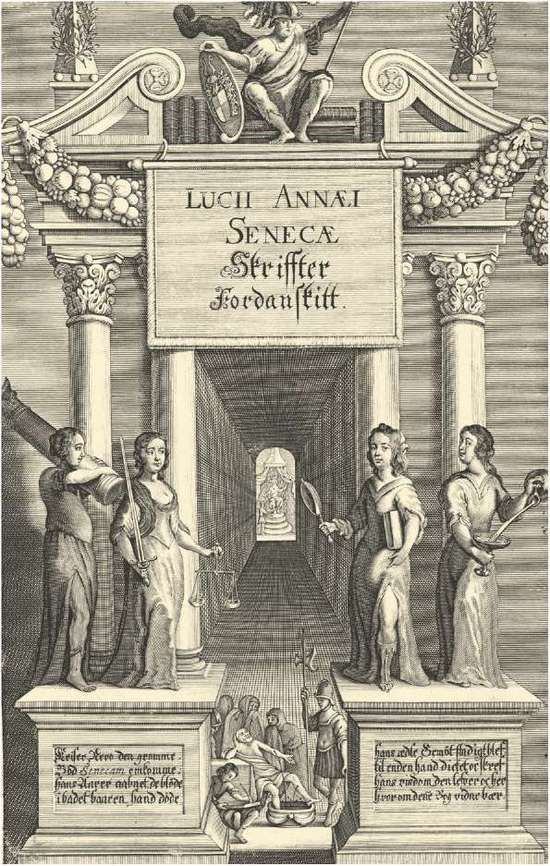
Titelblatt aus Thotts Übersetzung von Senecas Werken ins Dänische. Birgitte Thotts Name wird nicht erwähnt, aber sie ist als Minerva mit Helm oben auf der Seite abgebildet, ca. 1658.

Zeitgenössische Quellen berichten, dass sie neben ihrer Muttersprache Dänisch Deutsch, Niederländisch, Englisch, Französisch, Italienisch, Spanisch, Latein, Griechisch und Hebräisch beherrschte, wobei ihre Kenntnisse in Deutsch, Englisch, Französisch und Latein durch erhaltene Übersetzungen von ihrer Hand bestätigt werden können.

### Übersetzerin
Ihre älteste bekannte Übersetzung stammt von 1636, also noch aus der Zeit ihrer Ehe. Sie übertrug den im selben Jahr in deutscher Sprache erschienenen Fürstenspiegel des Gelehrten Holger Rosenkrantz ins Dänische. Birgitte Thott widmete ihre Übersetzung Rosenkrantz’ Frau Sophie Brahe.
In der Folgezeit widmete Birgitte Thott sich der klassischen Philosophie. Obwohl sie das Lateinische bald sehr gut beherrschte, schrieb sie nicht selbst auf Latein, wie es in Gelehrtenkreisen üblich war, sondern konzentrierte sich auf das Übersetzen. Am bekanntesten ist sie für ihre Übersetzung mehrerer Schriften des Moralphilosophen Seneca aus dem Lateinischen ins Dänische, die 1658 gedruckt wurde. Das enorme Unterfangen der Seneca-Übersetzung umfasste am Ende 1000 Seiten. Das gedruckte Werk war mit zwei feinen Kupferstichen versehen, einer mit einem Porträt der Übersetzerin. Neben zwei Vorworten von Birgitte Thott stehen vor dem eigentlichen Werk zwölf Tributgedichte, in denen Werk und Übersetzerin von elf dänischen Gelehrten und – an erster Stelle – von der niederländischen Gelehrten Anna Maria van Schurman gewürdigt wurden. Diese Übersetzung war die erste ihrer Art und brachte dem dänischen Publikum, nicht zuletzt den Frauen, eine neue kulturelle und religiöse Betrachtungsweise nahe. Die Übersetzung führte auch neue Wörter in die dänische Sprache ein. Nach Seneca übertrug Thott auch Schriften von Epiktet und anderen Stoikern ins Dänische.
Neben Werken der klassischen Antike übersetzte Thott Andachtsbücher wie Philippe Duplessis-Mornays Gudelige Betænkninger over nogle Skriftens Sprog aus dem Französischen und Joseph Halls The Devout Soul; or Rules of Heavenly Devotion als Traktat om Sindets Fornøjelser eller Raad mod al Bekymring aus dem Englischen, letzteres zusammen mit ihrer Nichte Sophia. Bei der Auswahl der von ihr übersetzten Schriften fällt auf, dass sie sich, ähnlich wie ihr Onkel und Lehrer Holger Rosenkrantz, nicht von konfessionellen Grenzen beschränken ließ. So war Duplessis-Mornay Hugenotte und Hall Puritaner. Alle von ihr übersetzten Werke verbindet, dass das entscheidende Element die moralische Verbesserung des Menschen ist.

### Vorkämpferin der Frauenbildung
Thott korrespondierte nicht nur mit ihren gelehrten dänischen Zeitgenossen wie Ole Worm und Thomas Bartholin, sondern war auch Teil eines europäischen Netzwerks von etwa 100–150 gelehrten Frauen, darunter Königin Christina von Schweden, Marie de Gournay (in Frankreich), Bathsua Makin (in England), Dorothy Moore (in Irland) und Anna Maria von Schürmann. Sie setzte sich sehr für die Frauenbildung ein und wurde zu einem angesehenen Mitglied der dänischen Gelehrtenwelt, obwohl sie kein Amt bekleidete und keinen Beruf ausübte. Sie war eine der ersten Verteidigerinnen der Frauenrechte in Skandinavien.
Neben den  Nichten Elisabeth und Sophia Thott förderte sie auch weitere Mädchen, zumeist aus der Verwandtschaft. So ist bekannt, dass sie ihrer Schwägerin Anne Gøye Bücher zukommen ließ und dass ihre Nichte Susanne Gøye, die Mutter der Büchersammlerin Karen Brahe, nach ihrem Vorbild das Werk De institutione feminae christianae des spanischen Humanisten Juan Luis Vives über die Erziehung von Frauen übersetzte.

### Om et lyksaligt liv
Wohl parallel mit der Arbeit an der Seneca-Übersetzung verfasste Birgitte Thott eine eigene moralphilosophische Abhandlung von zweihundert Seiten mit dem Titel Om et lyksaligt liv (ursprünglich: Om Et løcksallig Lief = „Über ein glückliches Leben“). Dieses Werk ist nur handschriftlich erhalten. Die beiden in der Kongelige Bibliotek aufbewahrten Manuskripte sind allerdings keine Autographen. Eine der beiden Handschriften wurde von der Nichte Sophie Thott niedergeschrieben. Das Autograph wurde vermutlich 1813 beim Brand in Sorø vernichtet.
Om et lyksaligt liv ist das erste moralphilosophische Werk in dänischer Sprache. Anknüpfend an antike und frühchristliche Philosophen verband Thott christliche Anschauungen mit klassischer Philosophie und kritisierte bei aller Bindung an den christlichen Glauben auch die verknöcherte Lehre der dänischen Staatskirche. In den letzten Kapiteln pries Thott den Wert des Studiums und vertrat die Ansicht, dass auch für Mädchen der Erwerb einer möglichst breiten Bildung wichtig sei. Frauen, die keine Möglichkeit hätten, Sprachen zu erlernen, sollten durch Übersetzungen Zugang zu literarischen und philosophischen Werken aus anderen Zeiten und Kulturen erhalten. Ihnen, denen zumeist die Kenntnis der lateinischen Gelehrtensprache verwehrt wurde, Teilhabe an Wissenschaft und philosophisch-religiöser Diskussion zu eröffnen, war die treibende Kraft hinter ihrem Lebenswerk, wie sie bereits im Vorwort der Seneca-Übersetzung erklärte. So nannte sie denn auch Seneca selbst, der seiner verwitweten Mutter Helvia empfahl, ihr Studium wieder aufzunehmen, als Beispiel dafür, wie Männer die Bildung der Frauen fördern und nicht behindern sollten. Gewidmet ist das Buch den dänischen Frauen.
Sie bedauerte sehr, dass Mädchen nicht dazu angehalten würden, Wissen zu erwerben oder auch nur lesen zu lernen:

Ingen giver dem smag for den sødhed, der er dér. Ingen fortæller dem, hvilken liflig spise det er for sjælen, hvilken virksom lægedom mod alle deres svagheder, at have lidt forstand på ondt og godt. Der er mange, og det har jeg ofte hørt, der hellere vil indprente unge jomfruer, at det tjener dem til spot at hænge over bøgerne.

„Niemand gibt ihnen den Geschmack für die Süße, die darin liegt. Niemand sagt ihnen, was für eine liebliche Speise es für die Seele ist, was für ein wirksames Heilmittel für alle ihre Schwächen, etwas von Gut und Böse zu verstehen. Es gibt viele, und ich habe es selbst oft gehört, die jungen Frauen lieber beibringen, dass sie sich lächerlich machen, wenn sie über den Büchern hängen.“

Für die Erziehung von Jungen dagegen sei den Eltern nichts zu teuer:

De unge drengebørn behandles helt anderledes. De lokkes til studier med den belønning og ære, man siger de derved kan opnå; … de drives til skole af deres forældre eller værger, hvad enten de vil eller ej. Der er så mange lærde mænd, som sveder og arbejder for at oplære og undervise dem … der bliver hverken sparet på arbejde eller udgifter til læreanstalter … for at man kan få den studerende ungdom frem.

„Die jungen Knaben werden ganz anders behandelt. Sie werden zum Studium angelockt durch Belohnung und die Ehre, die sie sich damit verdienen können; … sie werden zur Schule angehalten von ihren Eltern oder Erziehern, ob sie wollen oder nicht. Es gibt so viele gelehrte Männer, die schwitzen und arbeiten, um sie zu belehren und zu unterweisen … Es wird weder an Mühe noch an Kosten für die Lehranstalten gespart, um die studierende Jugend zu fördern.“

## Nachleben
In der Seneca-Übersetzung lobte Thott die Römer dafür, dass sie Frauen ebenso wie Männer in Trauerreden für ihre Lebensleistungen ehrten und lobten. In diesem Sinne schrieb Jørgen Rosenkrantz anlässlich von Birgitte Thotts Beerdigung eine Trauerrede, die erhalten geblieben ist und von ihrem Leben und ihren zahlreichen Leistungen berichtet.

„Altså, i en alder af 31 år, tog hun for første gang fat på under fremragende læreres vejledning at lære det latinske sprog, som i dag dyrkes vidt og bredt af de lærde, og så godt var resultatet, at hun lynhurtigt kunne udtrykke, ligegyldigt hvilke tanker hun ønskede på sproget. For at kunne tilegne sig den inderste mening med den hellige skrift arbejdede hun senere hen ikke uden udbytte og enestående fremskridt med det hebraiske sprog, … Hun var aldeles klar over, at vandet har én smag ved sin kilde, en anden nede i floden.“

„So begann sie im Alter von 31 Jahren erstmals unter der Anleitung hervorragender Lehrer die lateinische Sprache zu erlernen, die heute weit und breit von den Gelehrten gepflegt wird, und das Ergebnis war so gut, dass sie bald jeden beliebigen gewünschten Gedanken in dieser Sprache ausdrücken konnte. Um die innerste Bedeutung der Heiligen Schrift zu erlangen, erarbeitete sie sich später nicht ohne Erfolg und herausragende Fortschritte die hebräische Sprache … Sie war sich völlig darüber im Klaren, dass das Wasser an der Quelle einen anderen Geschmack hat als im Fluss.“

Anna Maria von Schürmann schrieb eines von zwölf Einleitungsgedichten für Thotts Übersetzung von Senecas Philologus, in dem sie sie als zehnte Muse bezeichnete.
Judy Chicago widmete ihr eine Inschrift auf den dreieckigen Bodenfliesen des Heritage Floor ihrer 1974 bis 1979 entstandenen Installation The Dinner Party. Die mit dem Namen Bridget Tott beschrifteten Porzellanfliesen sind passend dazu dem Platz mit dem Gedeck für Anna Maria von Schürmann zugeordnet.